# 쯔양구

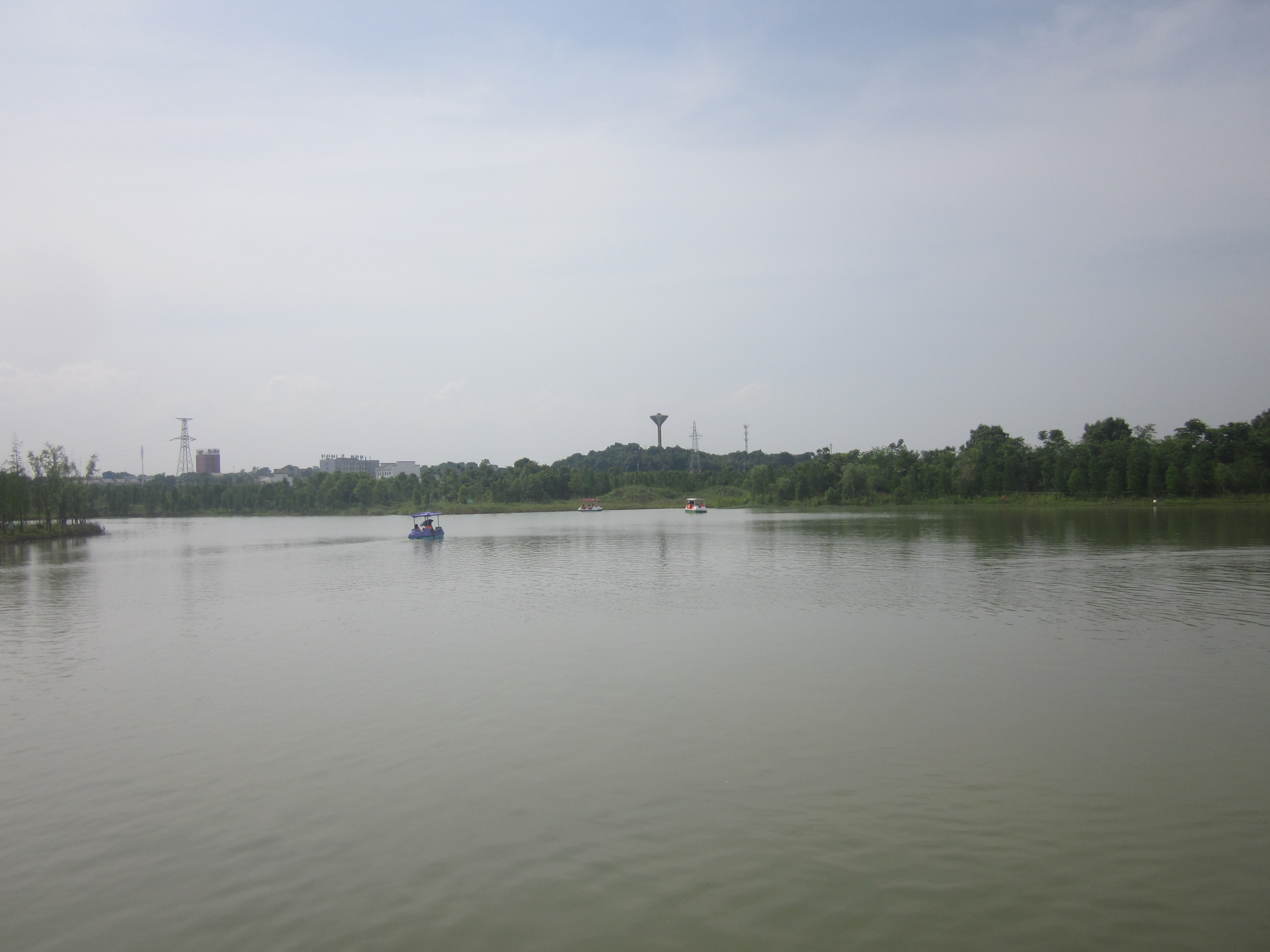

쯔양구(한국어: 자양구, 중국어: 资阳区, 병음: Zīyáng Qū)는 중화인민공화국 후난성 이양시의 현급 행정구역이다. 넓이는 572km2이고, 인구는 2007년 기준으로 410,000명이다.

## 행정 구역
2개 가도, 5개 진, 1개 향을 관할한다.
- 가도: 大码头街道, 汽车路街道.
- 진: 长春镇, 新桥河镇, 迎风桥镇, 沙头镇, 茈湖口镇.
- 향: 张家塞乡.